# الخارجة (مدينة)
الخَارجَة واحة كبيرة ومدينة مصرية وعاصمة محافظة الوادي الجديد. وتقع في الصحراء الغربية، على بعد حوالي 200 كيلومتر (125 ميلاً) إلى الغرب من وادي النيل.
تعتبر الخارجة أكثر واحات الصحراء الغربية تطورًا وتحوي أغلب التسهيلات للحياة العصرية مما يجعلها تختلف عن الواحات الواقعة في الصحراء الغربية كواحة سيوة وواحة الداخلة مما يجعل وصف الواحة وصفا غير دقيق قد لا ينطبق عليها.

## الجغرافيا
تقع على بعد 232 كم جنوب أسيوط، جنوبي غرب مصر وتبعد نحو 263 كيلومترًا عن مدينة أسيوط في اتجاه الصحراء الغربية وهي تشكل منخفضًا يبلغ 160 كيلومترًا طولًا و 80 كيلومترًا عرضًا.

### التقسيم الإداري
تضم مدينة الخارجة 8 وحدات محلية قروية هي : المنيرة ــ الشركة 55 ــ ناصر الثورة ــ جناح ــ شرق بولاق ــ بولاق ــ صنعاء ــ فلسطين.
وقسمت المدينة لـ 4 أحياء هم:
- «حي شمال شرق» ويضم مناطق (المحابس – عين بشارة – الثانوية – القلقان – المشارع – باتا).
- «حي شمال غرب» يضم مناطق (الزهور – الأمل – المهندسين – المتحف – الزراعيين – الجزء الشمالي من أرض السلام)
- «حي جنوب غرب» يضم مناطق (ميتالكو- التعمير- صلاح الدين – طريق الداخلة – البستان – حي 25 يناير – الجزء الجنوبي من أرض السلام)
- «حي جنوب شرق» يضم مناطق (البساتين – البري – السبط – البلد القديمة- المروة – الصفا)
- الخارجة القديمة

أبنية من الطوب اللبن شوارعها ضيقة ومتعرجة ومسقوفة بخشب الدوم النخيل وكان لكل شارع بوابة تغلق عند حدوث أي عدوان من البدو. وقد بنيت من القرن العاشر الميلادي على طراز إسلامي تتوسطها عيون الماء مثل (عين الدار) ويمثل كفاح أهالي الوادي الجديد منذ مئات السنين.
- حي الأمـل

يعد أول الأحياء السكنية التي تم بنائها وفقا للتخطيط الهندسي كبداية لإنشاء المدينة الجديدة.
- حي المروة

يعتبره البعض من الأحياء السكنية فقيرة الخدمات.
- حي الزهور

ويعتبره البعض من أرقى الأحياء السكنية في المدينة.
- حي الصفا
- حي المعلمين
- حي طريق الداخلة
- حي شمال ناصر «باتا»
- حي ميتالكو
- حي الثانوية
- حي البساتين
- حي المتحف
- حي التعمير «الإسكان المتوسط»
- حي الاقتصادي «خلف قسم شرطة الخارجة»
- قرية الشركة

وهي أول قرية تقابل المسافر من وادي النيل إلى الوادي وبها نقطة الشركة وأكبر سجون مصر السياسية «سجن الوادي الجديد» وهي قرية صغيرة تعتمد على الزراعة مثل زراعة البلح والفواكه بالإضافة إلى تربية المواشي مثل الأبقار والخراف والماعز، وتزرع جميع أنواع الخضروات، وتعتمد على الري عن طريق الآبار القديمة منها والحديثة ونسبة التعليم بها كبيرة.
- قرية بولاق
- مركز باريس
- قرية بغداد
- قرية فلسطين

### المناخ
| البيانات المناخية لـلخارجة         | البيانات المناخية لـلخارجة | البيانات المناخية لـلخارجة | البيانات المناخية لـلخارجة | البيانات المناخية لـلخارجة | البيانات المناخية لـلخارجة | البيانات المناخية لـلخارجة | البيانات المناخية لـلخارجة | البيانات المناخية لـلخارجة | البيانات المناخية لـلخارجة | البيانات المناخية لـلخارجة | البيانات المناخية لـلخارجة | البيانات المناخية لـلخارجة | البيانات المناخية لـلخارجة |
| الشهر                              | يناير                      | فبراير                     | مارس                       | أبريل                      | مايو                       | يونيو                      | يوليو                      | أغسطس                      | سبتمبر                     | أكتوبر                     | نوفمبر                     | ديسمبر                     | المعدل السنوي              |
| ---------------------------------- | -------------------------- | -------------------------- | -------------------------- | -------------------------- | -------------------------- | -------------------------- | -------------------------- | -------------------------- | -------------------------- | -------------------------- | -------------------------- | -------------------------- | -------------------------- |
| الدرجة القصوى °م (°ف)              | 36.0 (96.8)                | 42.3 (108.1)               | 47.5 (117.5)               | 46.4 (115.5)               | 49.8 (121.6)               | 50.3 (122.5)               | 47.5 (117.5)               | 46.8 (116.2)               | 45.4 (113.7)               | 44.6 (112.3)               | 39.8 (103.6)               | 38.7 (101.7)               | 50.3 (122.5)               |
| متوسط درجة الحرارة الكبرى °م (°ف)  | 22.1 (71.8)                | 24.7 (76.5)                | 28.8 (83.8)                | 34.5 (94.1)                | 38.2 (100.8)               | 40.2 (104.4)               | 39.9 (103.8)               | 39.5 (103.1)               | 37.1 (98.8)                | 33.9 (93.0)                | 28.1 (82.6)                | 23.5 (74.3)                | 32.5 (90.5)                |
| المتوسط اليومي °م (°ف)             | 14.0 (57.2)                | 16.1 (61.0)                | 20.4 (68.7)                | 26.1 (79.0)                | 30.3 (86.5)                | 32.6 (90.7)                | 32.8 (91.0)                | 32.0 (89.6)                | 29.0 (84.2)                | 26.3 (79.3)                | 20.3 (68.5)                | 15.5 (59.9)                | 24.6 (76.3)                |
| متوسط درجة الحرارة الصغرى °م (°ف)  | 5.6 (42.1)                 | 7.1 (44.8)                 | 11.3 (52.3)                | 16.7 (62.1)                | 21.5 (70.7)                | 24.2 (75.6)                | 24.4 (75.9)                | 23.2 (73.8)                | 22.3 (72.1)                | 18.5 (65.3)                | 12.5 (54.5)                | 7.4 (45.3)                 | 16.2 (61.2)                |
| أدنى درجة حرارة °م (°ف)            | 0.0 (32.0)                 | 0.2 (32.4)                 | 2.6 (36.7)                 | 6.4 (43.5)                 | 10.6 (51.1)                | 14.8 (58.6)                | 16.9 (62.4)                | 16.9 (62.4)                | 14.9 (58.8)                | 9.9 (49.8)                 | 0.8 (33.4)                 | 0.8 (33.4)                 | 0.0 (32.0)                 |
| الهطول مم (إنش)                    | 0 (0)                      | 0 (0)                      | 0 (0)                      | 0 (0)                      | 0 (0)                      | 0 (0)                      | 0 (0)                      | 0 (0)                      | 1 (0.0)                    | 0 (0)                      | 0 (0)                      | 0 (0)                      | 1 (0.0)                    |
| متوسط أيام هطول الأمطار (≥ 1.0 mm) | 0                          | 0                          | 0                          | 0                          | 0.1                        | 0                          | 0                          | 0                          | 0                          | 0                          | 0                          | 0                          | 0.1                        |
| متوسط الرطوبة النسبية (%)          | 52                         | 45                         | 38                         | 29                         | 27                         | 28                         | 30                         | 31                         | 36                         | 41                         | 47                         | 51                         | 37.9                       |
| ساعات سطوع الشمس الشهرية           | 287.8                      | 274.4                      | 297.8                      | 307.2                      | 336.8                      | 361.6                      | 359.9                      | 364.9                      | 321.1                      | 313.0                      | 289.7                      | 276.6                      | 3٬790٫8                    |
| المصدر: NOAA                       |                            |                            |                            |                            |                            |                            |                            |                            |                            |                            |                            |                            |                            |

## المعالم والمزارات
- المكتبة العامة بالوادي الجديد

التي تُعد من أبرز المعالم الثقافية بالمدينة ويعقد بها أسبوعيًا حفلًا ثقافيًا يعرض ألوانًا من الفنون الموسيقية والمسابقات الثقافية.
- قبر الجندي المجهول

نقش عليه أسماء أبناء المحافظة الذين استشهدوا في حرب أكتوبر عام 1973.
- نادي الساحة

ويشتمل على ملعبي كرة قدم وحمام سباحة أولمبي.
- مجمع الصالات المغطاة الرياضي

تعرف المدينة بسياحة المعالم الأثرية إضافة إلى سياحة السافاري كما توجد بها مجموعة من العيون الكبريتية والمعدنية التي تشتهر بتميزها من حيث المركبات الكيميائية وعلاجها لبعض الأمراض مثل الروماتيزم والحساسية وتبلغ حرارتها نحو 43 درجة مئوية والتي يتوافد عليها العديد من السواح، ومن أهم معالم المدينة:
- متحف آثار الوادي الجديد

يضم العديد من القطع الأثرية القديمة التي عُثر عليها بمختلف المناطق الأثرية بالمحافظة، ومنها لوحات فرعونية عُثر عليها في منطقة قلاع الضبة ببلاط، وتماثيل للإله حورس، وتمثال الأسد الرابض بوجه إنسان والذي عثر عليه في معبد دير الحجر، إضافة إلى مجموعة من الأواني الفخارية من العصر القبطي وبعض القطع عثر عليها بمنطقة موط بالداخلة.
- معبد هيبس
- مقابر البجوات

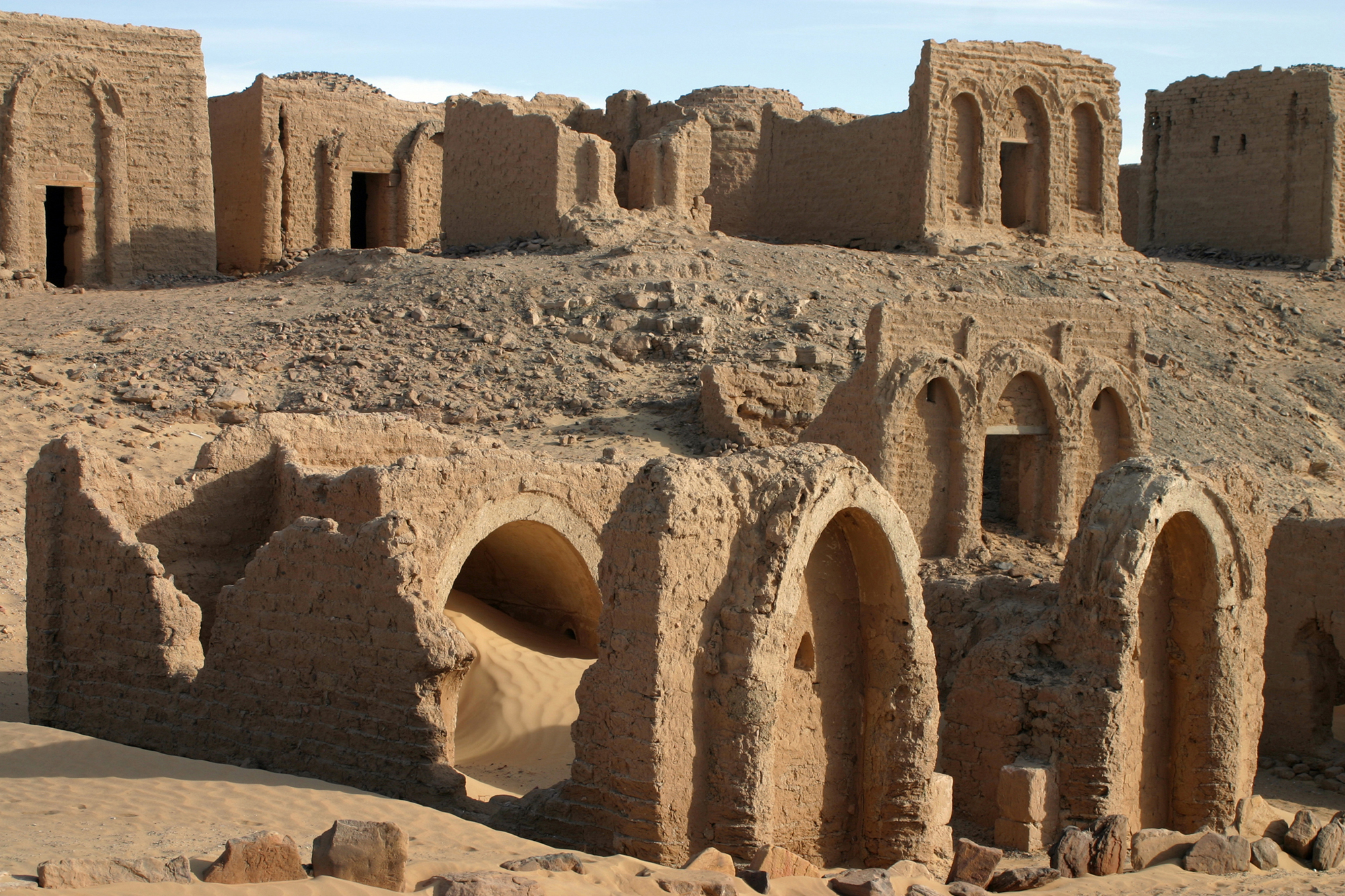
مقابر البجوات.

تقع خلف معبد هيبس من الناحية الشمالية وسميت بذلك لكونها بنيت على شكل قباب ويرجع تاريخها إنشائها عندما هرب الأقباط من اضطهاد الرومان في القرن السادس الميلادي واستقروا في الخارجة وشعروا بالأمان فبنوا كنائسهم والتي ما زالت موجودة حتى الآن. ومنها كنيسة الخروج والتي بها رسوم تحكي قصة خروج بني إسرائيل من مصر يتبعهم فرعون بجنوده وبعض القصص الدينية التي ذكرت في القرآن الكريم والكتاب المقدس وبعد فترة من الزمان وبعد عودة الأقباط مرة أخرى كان يستغلها حجاج الدرب الغربي كاستراحات عند ذهابهم إلى الحج وفيها كتبوا ذكرياتهم وسطّروا الشعر والنثر ويبلغ عدد هذه القبوات 263 مقبرة.
- معبد دوش
- معبد الغويطة
- معبد الزيان
- معبد الناضورة

## النقل والمواصلات

### سياحة السيارات بين الواحات
كان نتيجة ربط بين الواحات أثره الفعال في جذب سائح السيارات الذي يسلك الطريق إلى الواحات من القاهرة إلى البحرية ومنها إلى الفرافرة ثم الداخلة إلى الخارجة إلى أسيوط عائداً إلى القاهرة متمتعاً بمشاهدة الواحات الجميلة في رحلة طويلة.
يوجد في الخارجة مطار صغير (ميناء الخارجة الجوي).

## معرض صور

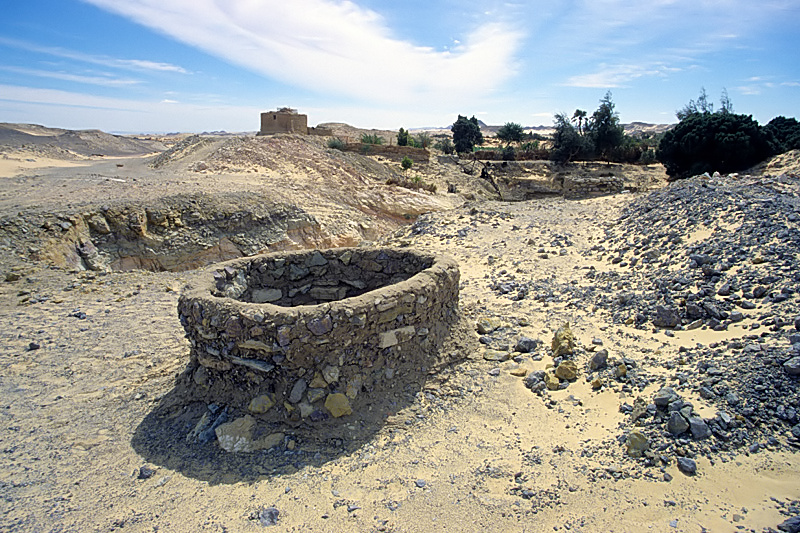
قصر اللبخة قرب مدينة الخارجة
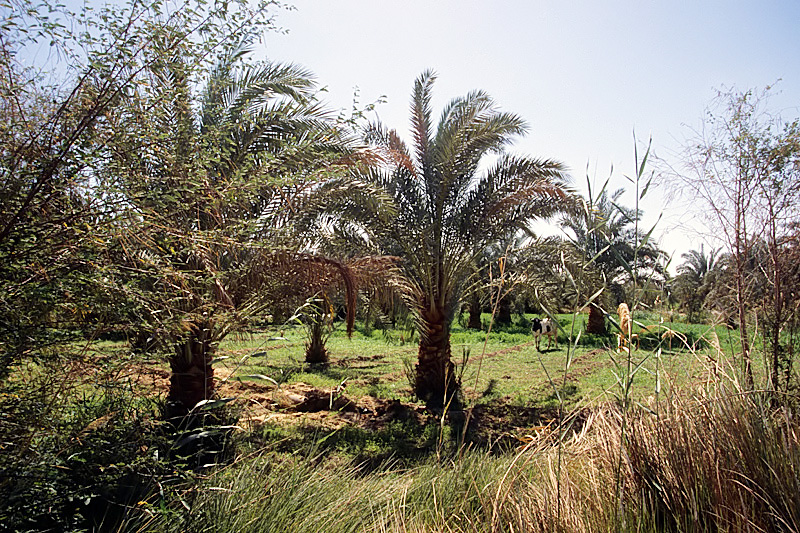
غيطان البليدة قرب مدينة الخارجة
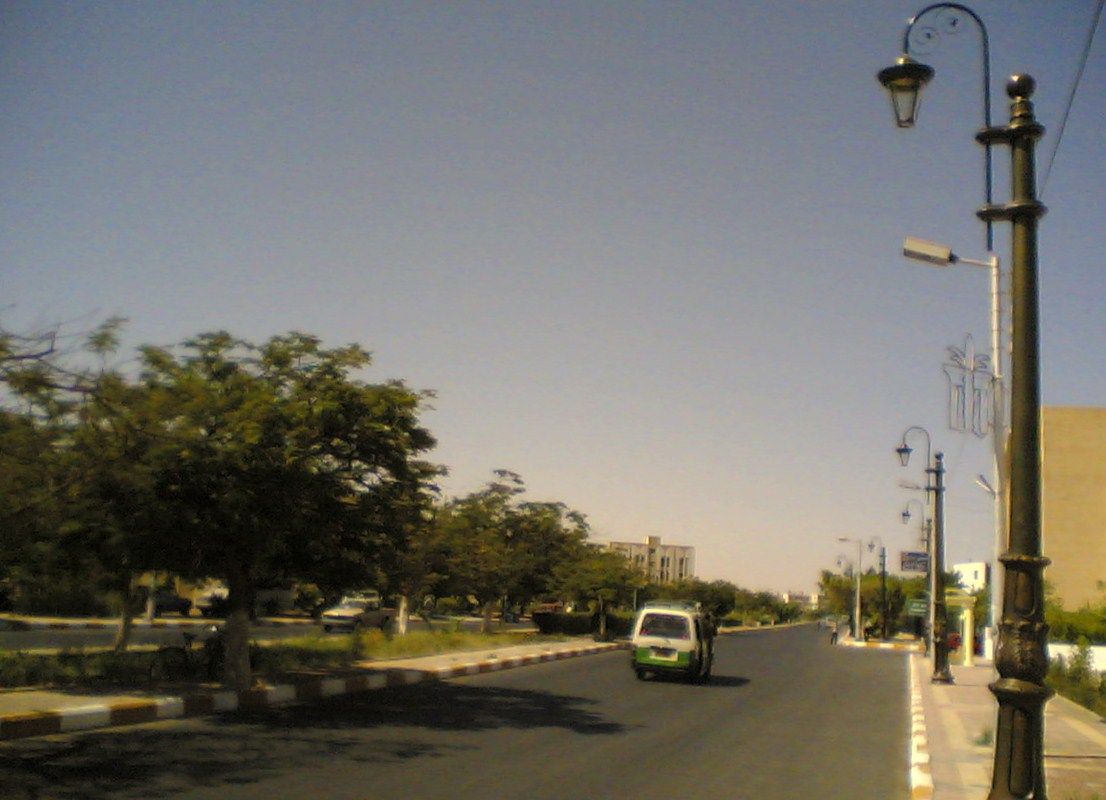
شارع جمال عبد الناصر أشهر طرقات المدينة
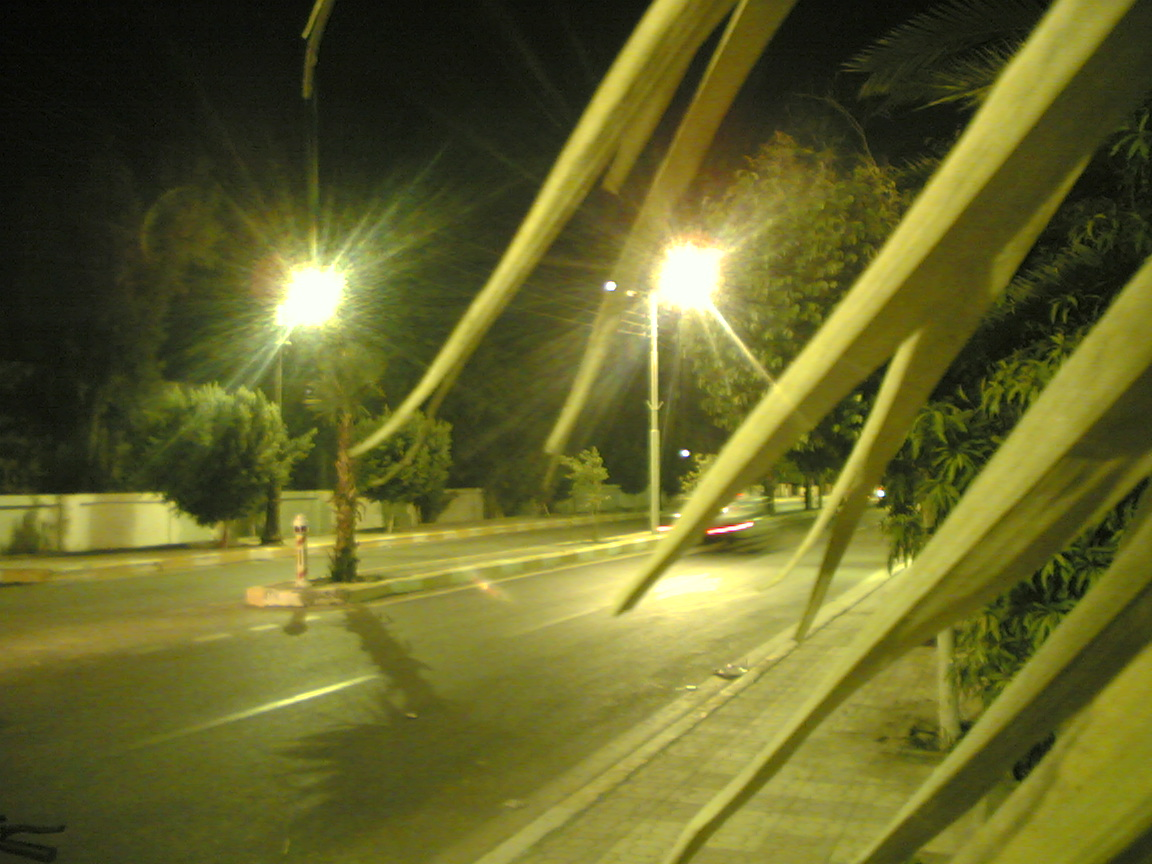
مدخل مدينة الخارجة
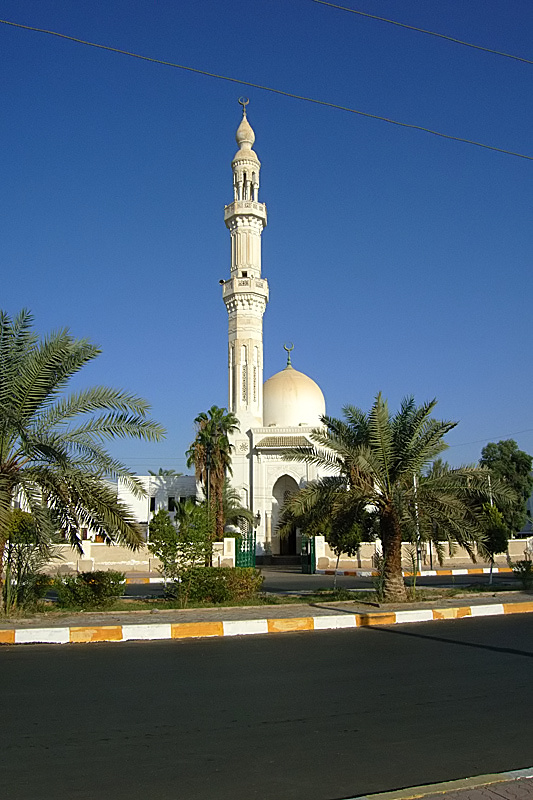
مسجد ناصر بحي شمال ناصر
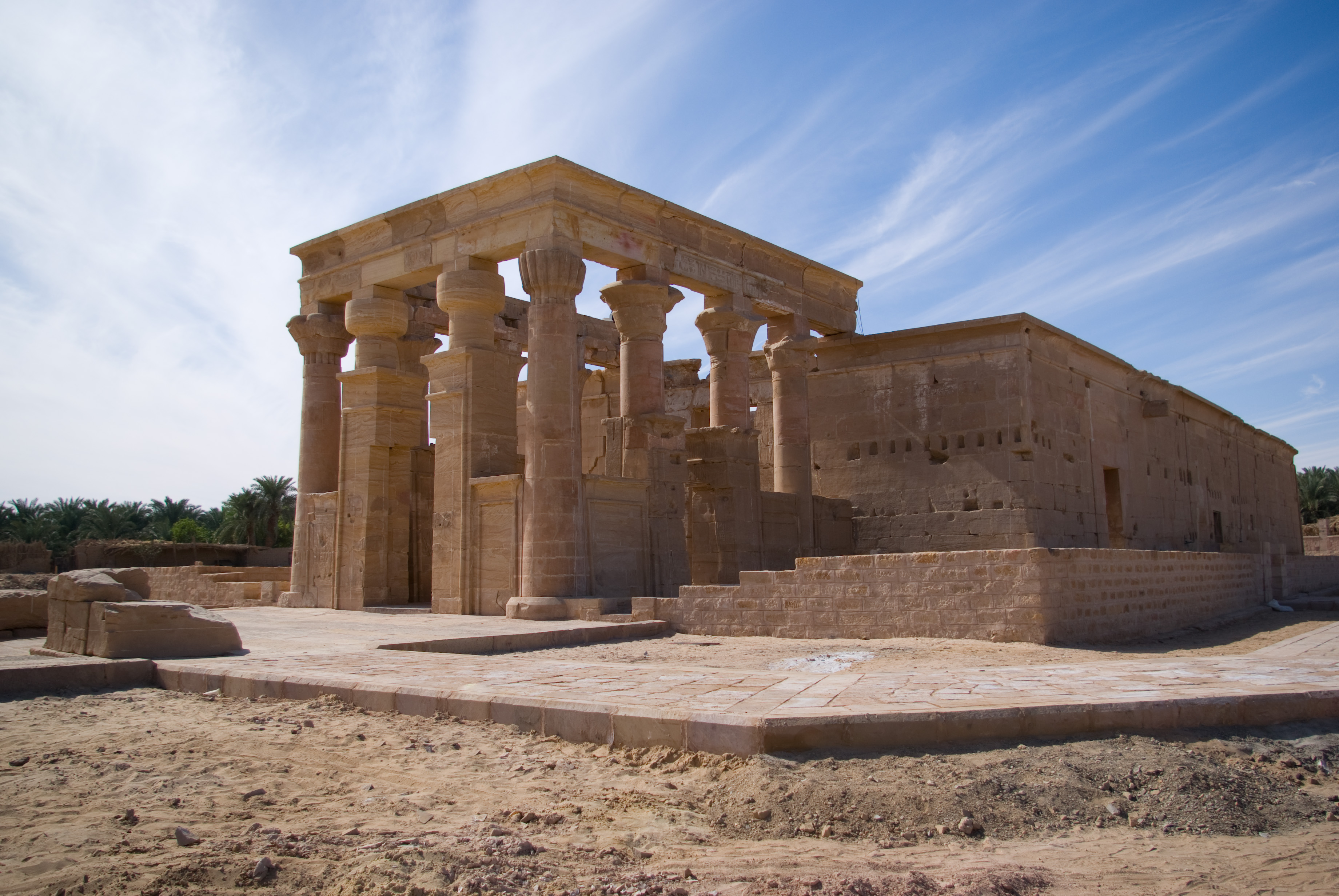
معبد هيبس - أحد أهم معالم مدينة الخارجة
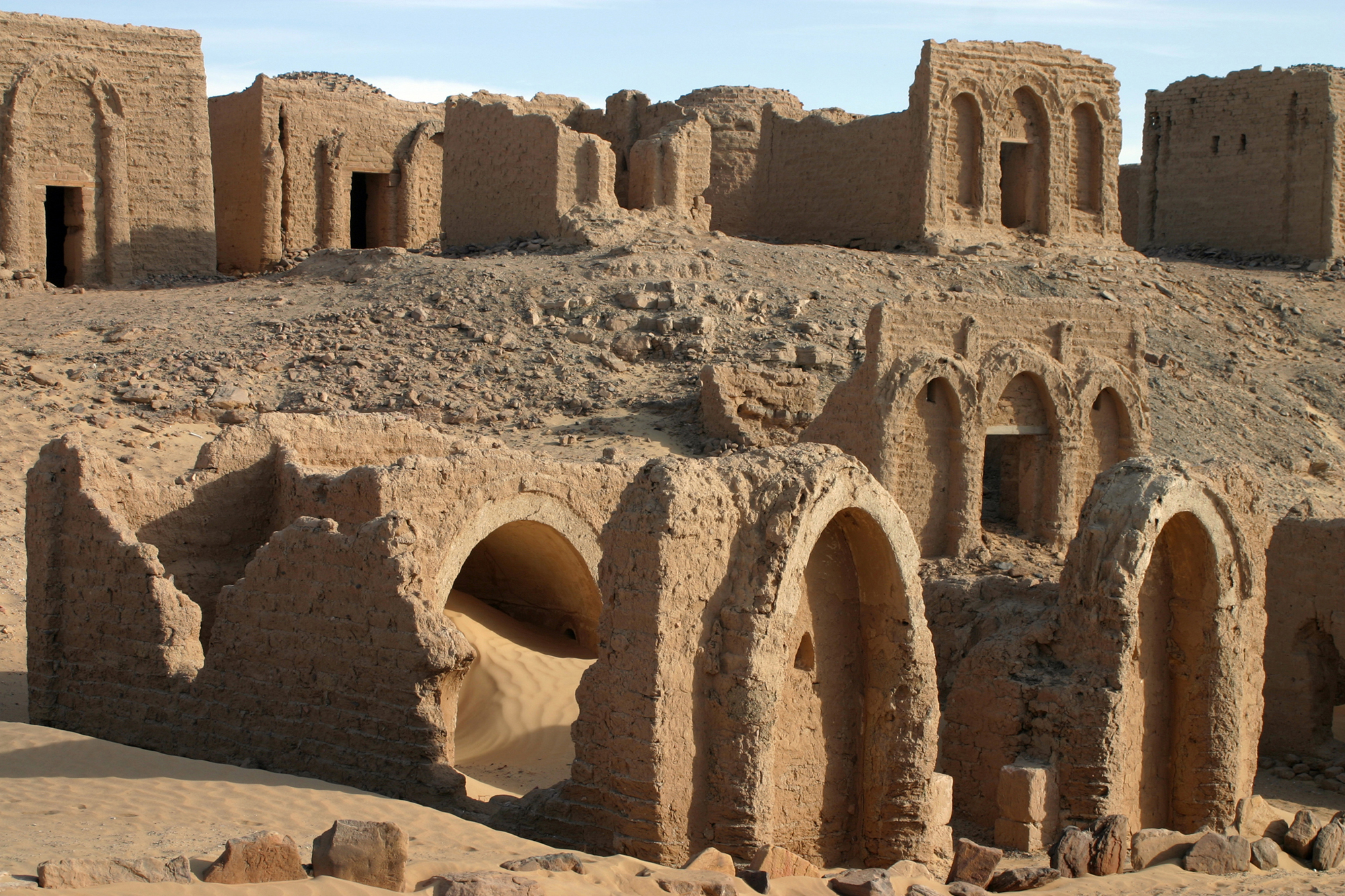
مقابر البجوات - بمدينة الخارجة
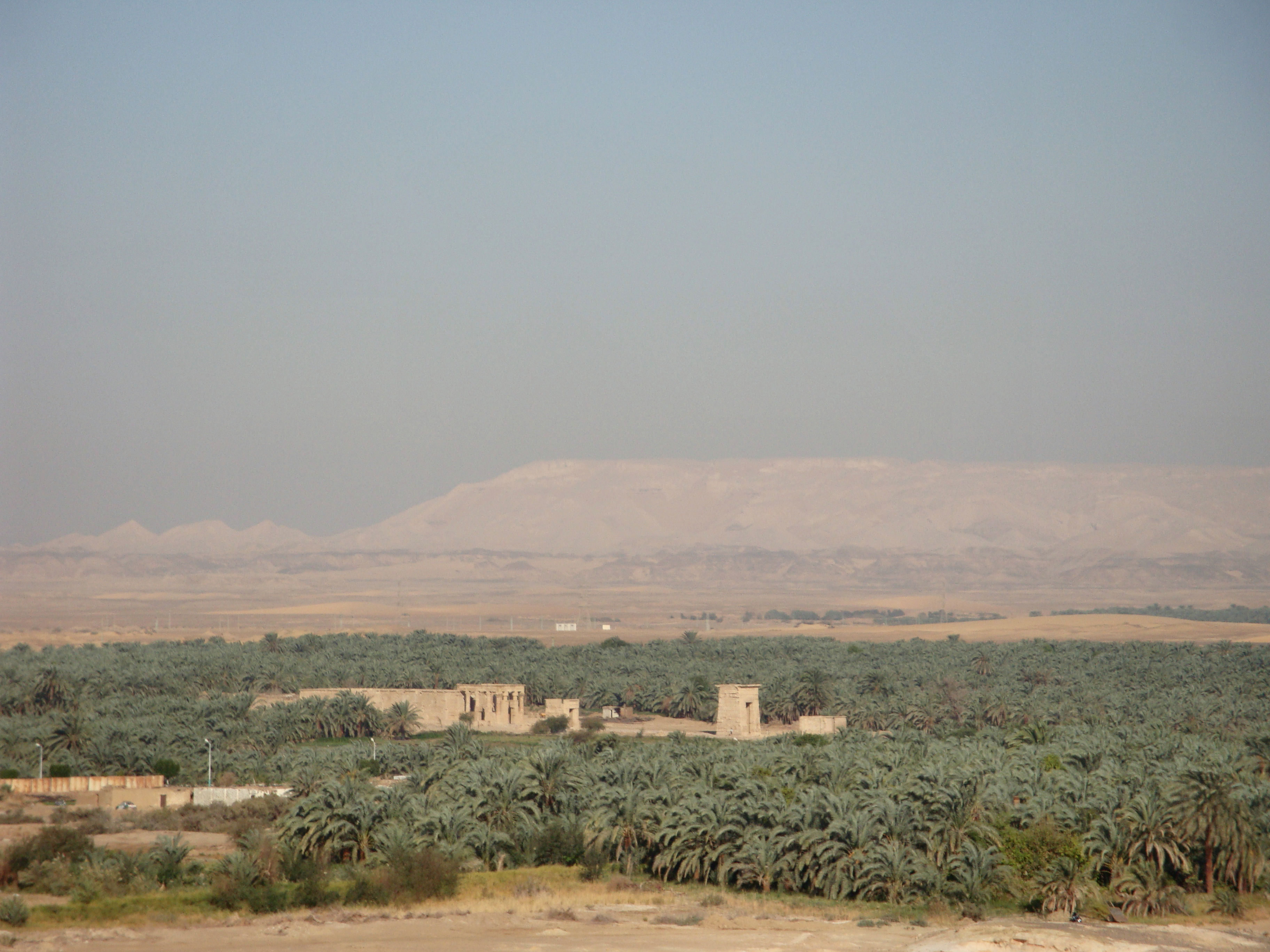
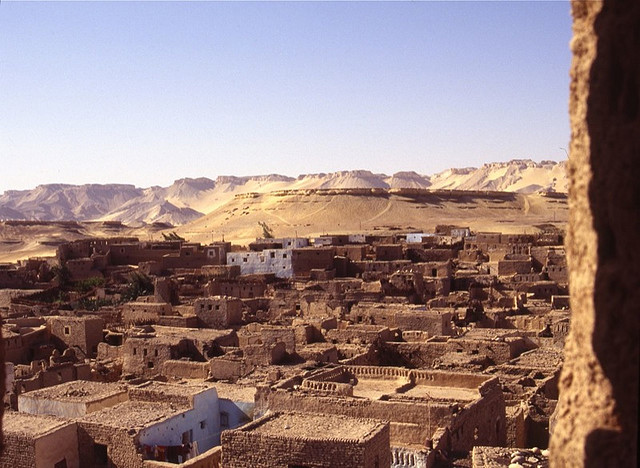
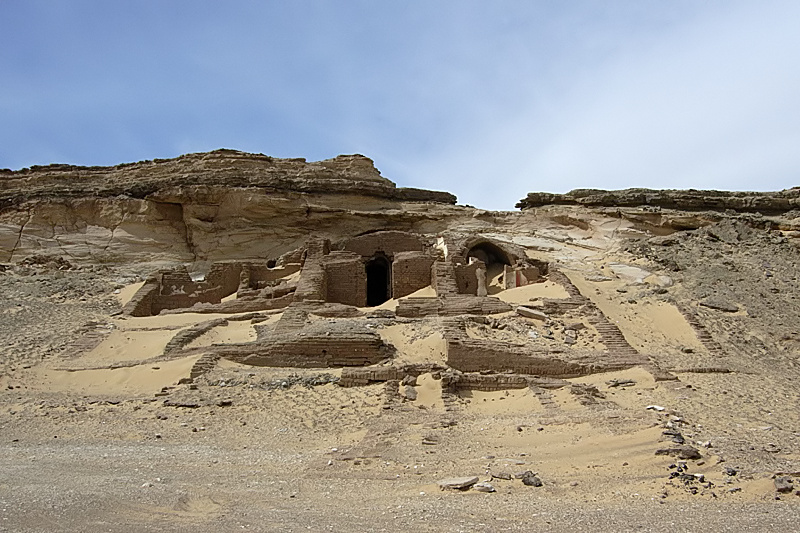
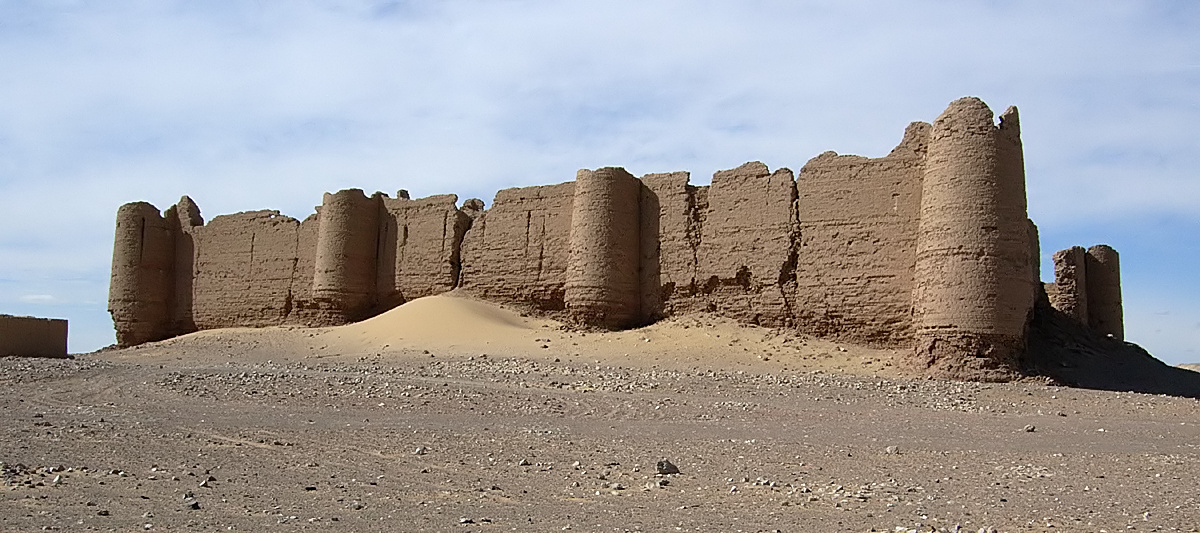
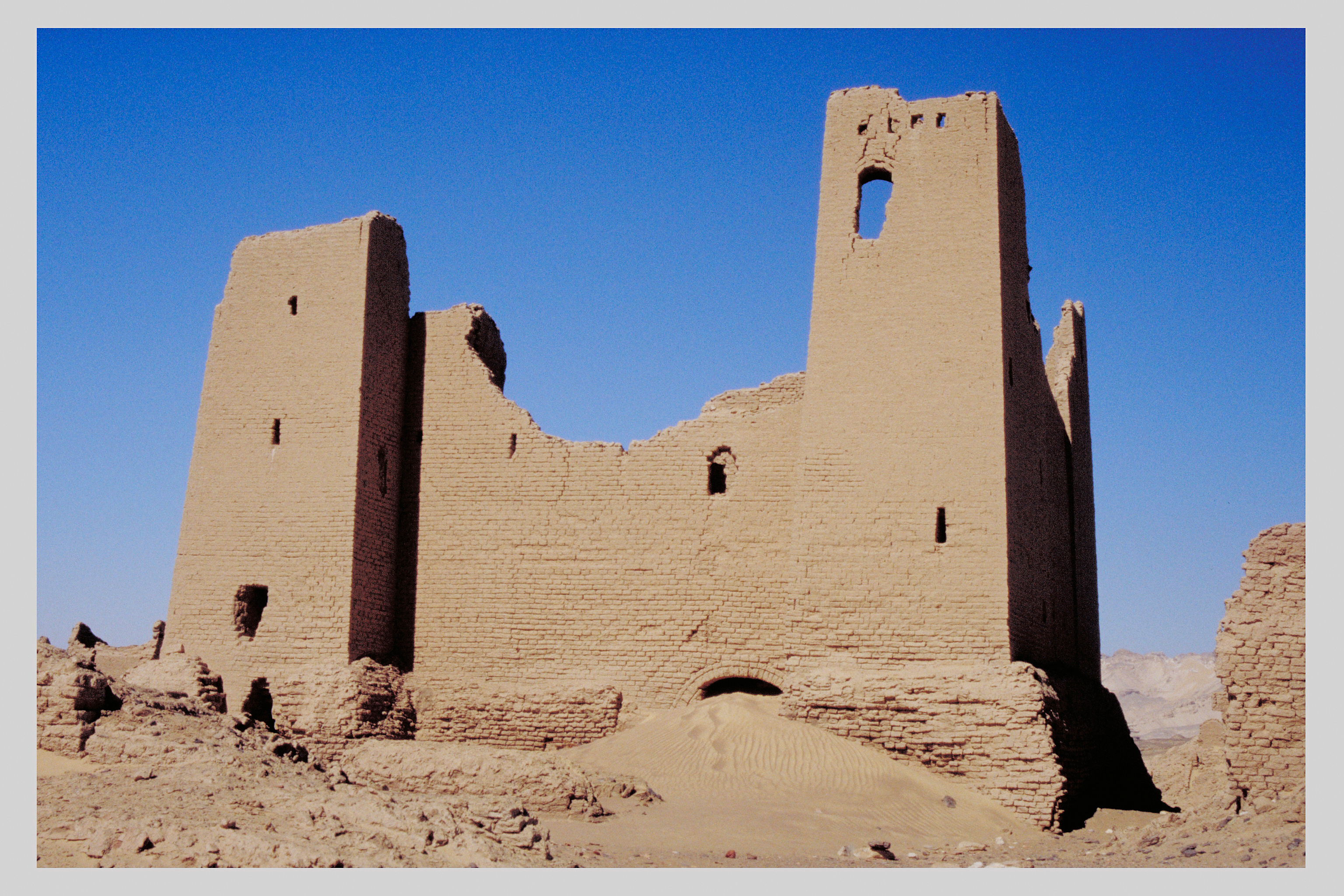
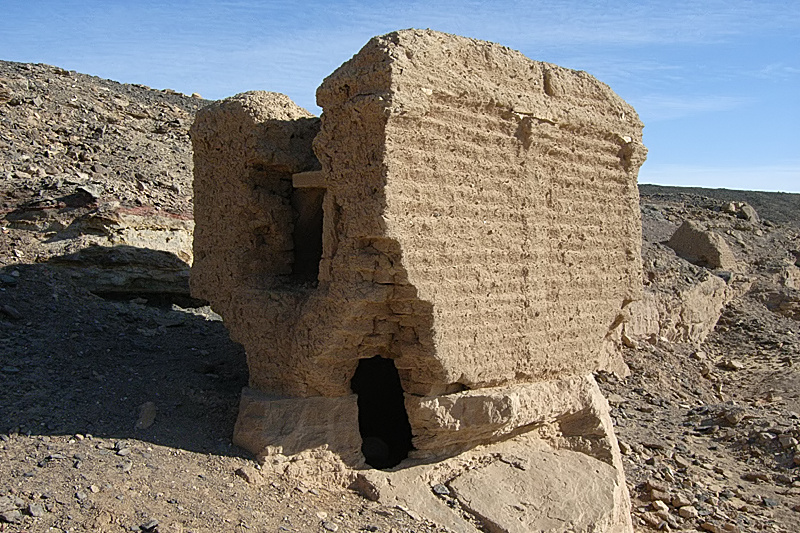
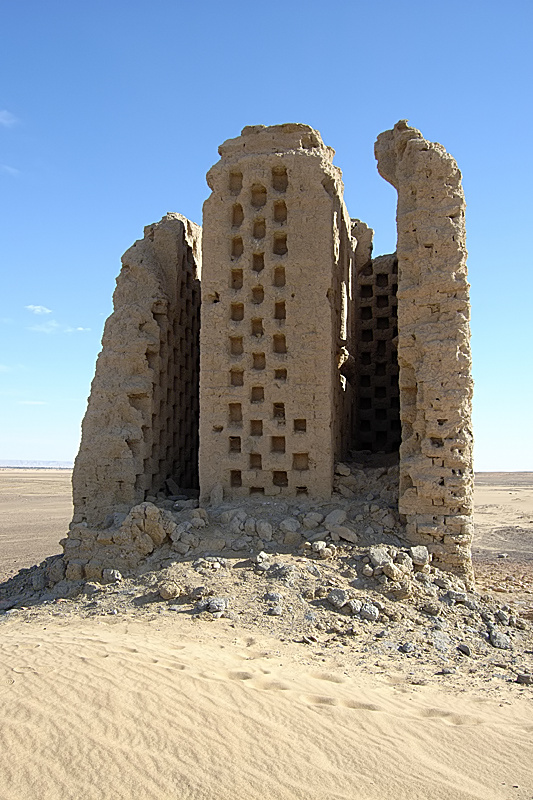
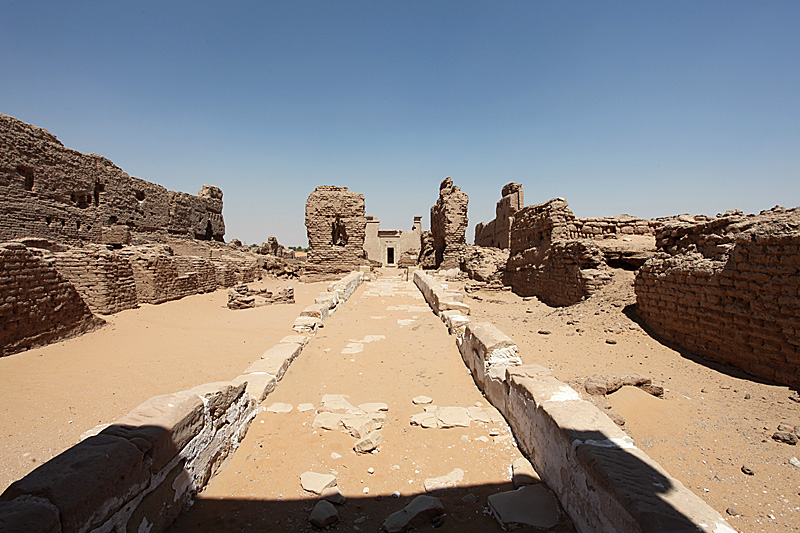
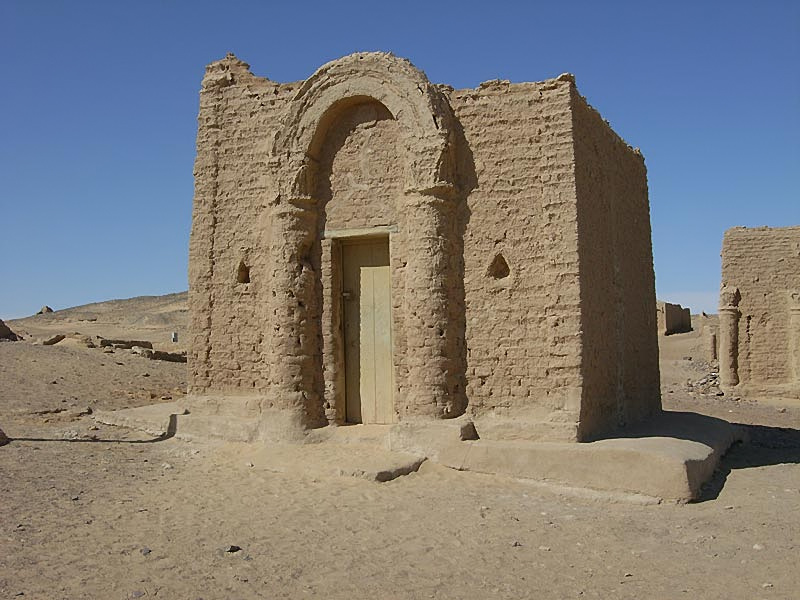
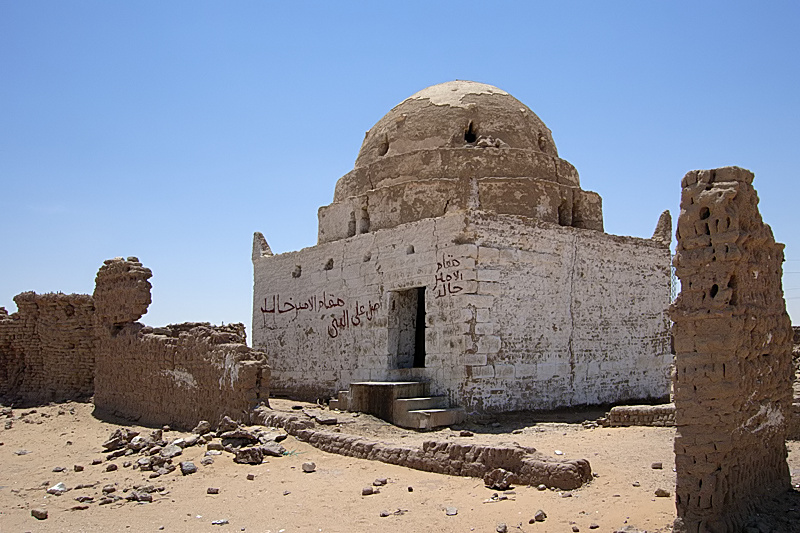
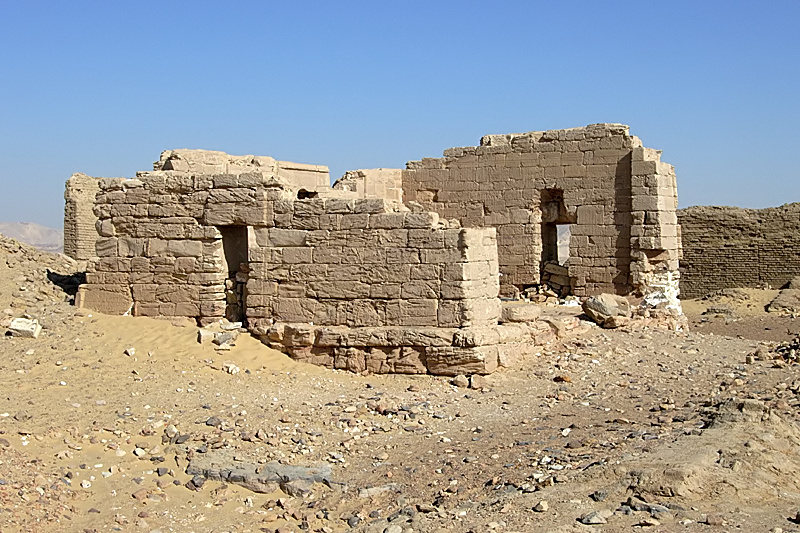
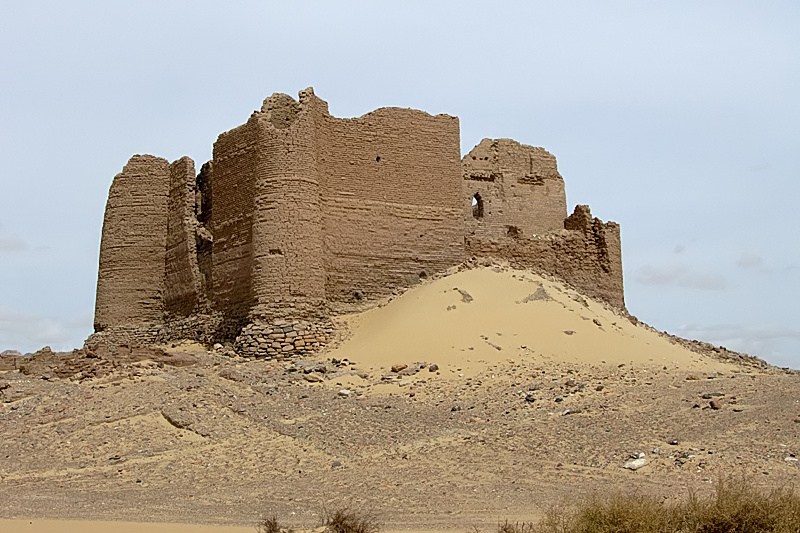